# Fulton (Illinois)
Fulton è un comune degli Stati Uniti d'America, situato nell'Illinois, nella contea di Whiteside.